# Acuerdo de Numea
El Acuerdo de Numea prevé la transferencia de determinadas competencias de Francia a Nueva Caledonia, con excepción de las de defensa, seguridad, justicia y moneda. El acuerdo fue firmado el 5 de mayo de 1998 en Numea,  dirigido por Lionel Jospin, y el 8 de noviembre de ese mismo año el acuerdo fue ratificado por el pueblo neocaledonio con el 72 % de votos favorables. El acuerdo también incluye un referéndum que decidió sobre la independencia del país o la permanencia en la República Francesa  el 4 de noviembre de 2018, el cual reafirmó la pertenencia caledonia a territorio francés.